# Bleșteni, Edineț
Bleșteni este satul de reședință al comunei cu același nume  din raionul Edineț, Republica Moldova.

## Istorie
Satul Bleșteni a fost atestat pentru prima dată în anul 1573:
„Petru voievod, din mila lui Dumnezeu, domn al Țării Moldovei. Iată au venit înaintea noastră și înaintea tuturor boierilor noștri moldoveni Odochia și surorile ei, Sofica și Mărica călugărița, fiicele lui Luca Arbure portar de Suceava, și nepoții lor de soră, Mărica și fratele ei, Petrașco, copiii Stancăi, și Salomia fiica Nastasiei, nepoții lui Luca Arbure portar de Suceava, de bunăvoia lor, nesiliți de nimeni, nici asupriți, și au împărțit între ei dreptele lor ocini și dedine și cumpărătura tatălui lor, pan Luca Arbure portar de Suceava, însă în afară de satele ce sunt partea surorii lor Ana, cneaghina lui Plaxea comis, satele anume: Vascăul, la Ceremuș, cu mori, și Culiceanii, cu moară, și Vorona, cu mori, și Svicicăuții, cu mori, și Blișceaneuții, și Șofrăneștii, cu moară, și Filipeștii, și Ceaplenții, cu loc de moară, și Iazloveții, și Fileuții, și Tărbujeanii, cu loc de moară în Ciohrea, și Cozăreștii, de asemenea cu loc de moară, și Solonețul, cu moară, și Botoșeanii, și Romancăuții, cu moară, și Hrițeanii, cu loc de moară, și a șasea parte din Băișești, și Hrinceștii, cu moară, și Căjveanii, și Mândăcăuții, cu mori, și Drăgușanii, cu loc de moară.
...
 
De aceea, noi, văzând a lor întocmire de bunăvoie și împărțeală, ce ei și-au împărțit între dânșii, iar noi, de asemenea, i-am dat și de la noi și i-am întărit, ca să-i fie de la noi uric neclintit, cu tot venitul.
 
De aceea, nimeni altul să nu se amestece. 

Scris la Iași, în anul 7083 <1573> iulie 3.

Însuși Domnul a zis.

Marele logofăt a învățat.

Crâstea a scris.”

## Geografie
Între satele Volodeni și Bleșteni este amplasată râpa Volodeni, arie protejată din categoria monumentelor naturii de tip geologic sau paleontologic.

## Demografie

### Structura etnică
Structura etnică a satului conform recensământului populației din 2004:
| Grup etnic         | Populație | % Procentaj |
| ------------------ | --------- | ----------- |
| Moldoveni / Români | 978       | 97,99%      |
| Ucraineni          | 14        | 1,4%        |
| Ruși               | 3         | 0,3%        |
| Găgăuzi            | 2         | 0,2%        |
| Alții              | 1         | 0,1%        |
| Total              | 998       | 100%        |